# Efecto Roseto
Se conoce como efecto Roseto al llamativo bajo índice de enfermedades vasculares en la ciudad de Roseto, Pensilvania.  El efecto fue descrito en 1961 tras conversaciones del doctor Stewart Wolf, entonces jefe del departamento de Medicina de la Universidad de Oklahoma, con médicos locales que le comentaron el nivel infartos de miocardio en Roseto.  Los autores originales descartaron un origen genético o alimentario, asociándo los datos al estilo de vida de la comunidad italoestadounidense que poblaba Roseto. Desde entonces se realizaron numerosos estudios, incluyendo un estudio que abarca 50 años y lo compara con las localidades vecinas de Bangor y Nazaret. Como los autores originales habían pronosticado, cuando la cohorte inicial de Bangor perdió su estructura social italiana y se americanizó, la incidencia de enfermedades del corazón aumentó.
De 1954 a 1961, Roseto no hubo casi ningún ataque al corazón para el grupo de riesgo alto (según la media nacional) de hombres 55 a 64 años y el grupo de hombres mayores de 65 años disfrutó de un índice de muerte de un 1% mientras la media nacional era 2%. Además, los viudos fueron más numerosos que las viudas.
Esta estadística era anómala de acuerdo a otros factores observados en la comunidad. Se fumaban cigarros sin filtro, se bebía vino "con aparante abundancia" en lugar de leche y bebidas gaseosas, habían abandonado la dieta mediterránea en favor de las albóndigas y las salchichas fritas.  Los hombres trabajaron en canteras de pizarral donde  contrajeron enfermedades respiratorios.  Roseto también mostraba un número de delitos muy bajo y pocos casos de peticiones de asistencia pública.
Wolf atribuyó la salud de Roseto a la baja tensión.  "'La comunidad,' dijo Wolf, 'era muy cohesiva. No había "competiciones entre vecinos". Las casas estaban muy cercanas y todo el mundo vivía más o menos igualmente.'"  Los ancianos eran respetados e incorporados a la vida comunitaria. Las amas de casa eran respetadas y los padres actuaban como cabeza de familia.